# Federação Finlandesa de Atletismo
A Federação Finlandesa de Atletismo - em finlandês Suomen Urheiluliitto e em sueco Finlands Friidrottsförbund - é a entidade que supervisiona a prática de atletismo na Finlândia.

A sua sede fica em Helsínquia, a capital da Finlândia.

A Federação Finlandesa de Atletismo é membro da Associação Europeia de Atletismo (AEA), e da Associação Internacional das Federações de Atletismo (IAAF). 